# Argia plana
Argia plana är en trollsländeart som beskrevs av Philip Powell Calvert 1902. Argia plana ingår i släktet Argia och familjen dammflicksländor. IUCN kategoriserar arten globalt som livskraftig. Inga underarter finns listade i Catalogue of Life.

## Bildgalleri

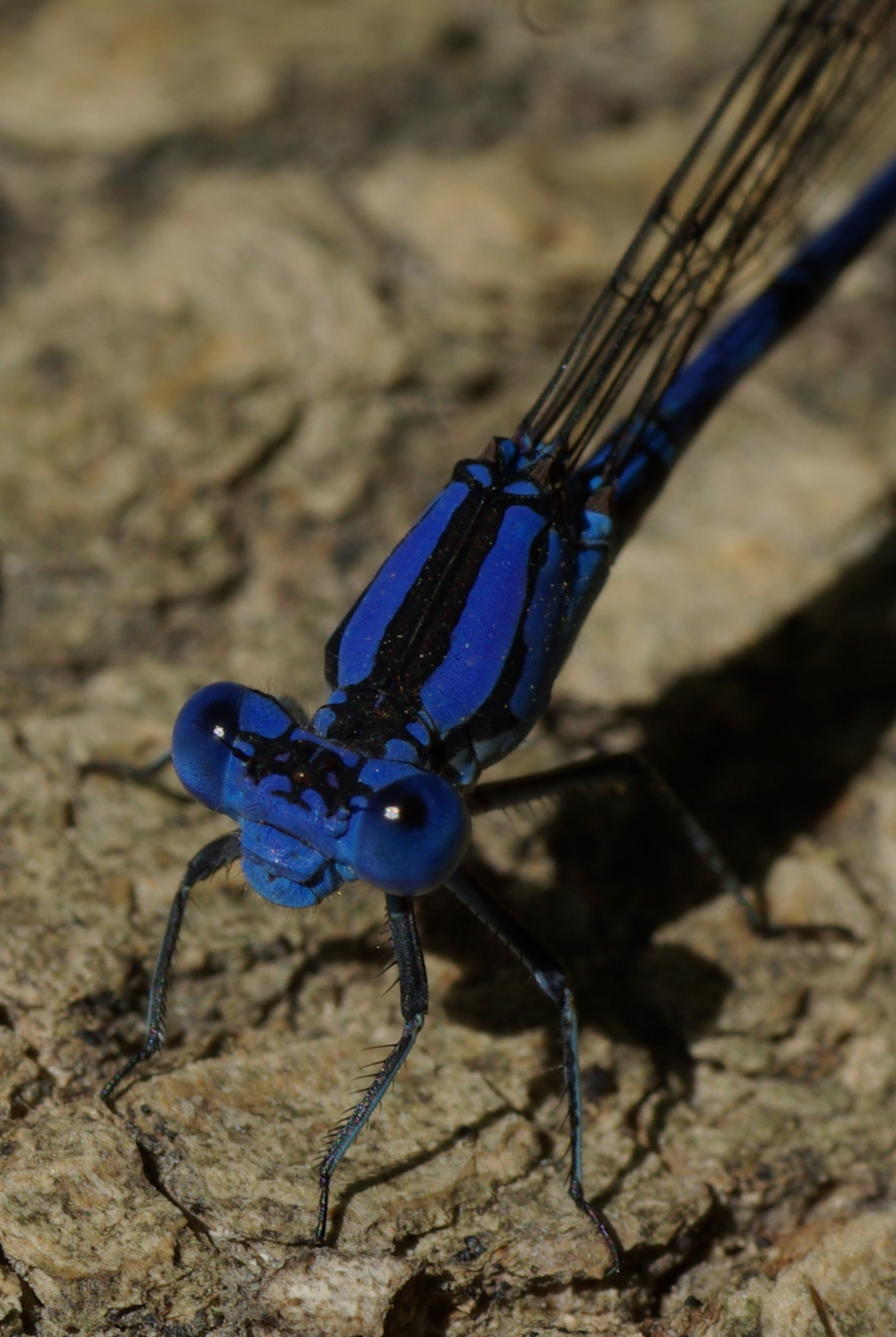